# True (album de Mika Nakashima)
Pour les articles homonymes, voir True.
Albums de Mika Nakashima
Love
(2003)
EPs par Mika Nakashima
Resistance
(2002)
Singles
True est le 1er album de Mika Nakashima, sorti sous le label Sony Music Associated Records le 28 août 2002 au Japon. Il atteint la 1re place du classement de l'Oricon, et reste classé pendant 78 semaines, pour un total de 1 173 534 exemplaires vendus pendant cette période. C'est son 3e album le plus vendu, derrière Best et Love. Il devient « Meilleur album de l'année » au Japan Gold Disc Awards en 2003.
Cet album fut le premier dans lequel Mika a établi un son qui deviendra sa marque pour ses futurs albums : le Adult Contemporary, mélange de jazz et de soft pop, créant une musique mûrie, à l'image de la chanteuse.

## Liste des titres
| 1.  | Amazing Grace (Album Version)                                                             | John Newton                                  | John Newton                 | Dreamfield     | 3:50 |
| 2.  | Will (Album Version)                                                                      | Yasushi Akimoto                              | Daisuke Kawaguchi           | Keiichi Tomita | 5:32 |
| 3.  | One Survive (Album Version)                                                               | Minako Yoshida                               | T2ya                        | O Dash         | 4:52 |
| 4.  | Heaven on Earth                                                                           | Kenn Kato                                    | Lori Fine (from Coldfeet)   | Coldfeet       | 3:58 |
| 5.  | Destiny's Lotus                                                                           | Mika Nakashima, Rap Daizo (from Ketsumeishi) | Gajin                       | Towa Tei       | 4:01 |
| 6.  | Helpless Rain                                                                             | Masato Ochi                                  | shinya (from three tight b) | Daisuke Imai   | 5:25 |
| 7.  | I                                                                                         | Mika Nakashima                               | H (from three tight b)      | shinya         | 4:37 |
| 8.  | Tears: Konayuki ga Mau You ni... (粉雪が舞うように..., Comme Neige de la Poudre Danse...) | Yasushi Akimoto, Mika Nakashima              | Koji Hayashi                | Dreamfield     | 6:49 |
| 9.  | True Eyes                                                                                 | Hiromasa Ijichi                              | Yoko Kuzuya                 | Chokkaku       | 4:10 |
| 10. | Crescent Moon                                                                             | Takashi Matsumoto                            | Hiroaki Ono                 | Yoshito Tanaka | 4:18 |
| 11. | Just Trust in Our Love (Album Version)                                                    | H                                            | shinya                      | Octopussy      | 4:47 |
| 12. | Stars (Album Version)                                                                     | Yasushi Akimoto                              | Daisuke Kawaguchi           | Keiichi Tomita | 6:09 |
| 13. | A Miracle for You                                                                         | Mika Nakashima                               | Yasunari Okano              | Shin Kono      | 6:25 |